# ۱۲۵۴ (خورشیدی)
۱۲۵۴ هزار و دویست و پنجاه و چهارمین سال هجری خورشیدی است.

## زادگان
- ۳ فروردین - آیت‌الله سید حسین طباطبایی بروجردی، مرجع تقلید شیعه
- ۱۳ مرداد - محمد علی فروغی، مترجم، ادیب، سیاستمدار و روزنامه نگار ایرانی